# Jan Władysław Sanguszko
Jan Władysław Sanguszko (po 1603-1652) – książę, starosta suraski. 
Syn Samuela Szymona i Anny Zawiszy. Ożenił się z Anną z Radziwiłłów (po 1614-1659), z którą miał syna Hieronima (1651-1684).